# Névache
Névache – miejscowość i gmina we Francji, w regionie Prowansja-Alpy-Lazurowe Wybrzeże, w departamencie Alpy Wysokie.

## Demografia
Według danych na rok 1990 gminę zamieszkiwało 245 osób, a gęstość zaludnienia wynosiła 1,28 osób/km². W styczniu 2015 r. Névache zamieszkiwało 376 osób, przy gęstości zaludnienia wynoszącej 1,96 osób/km².